# Venušiny kuličky

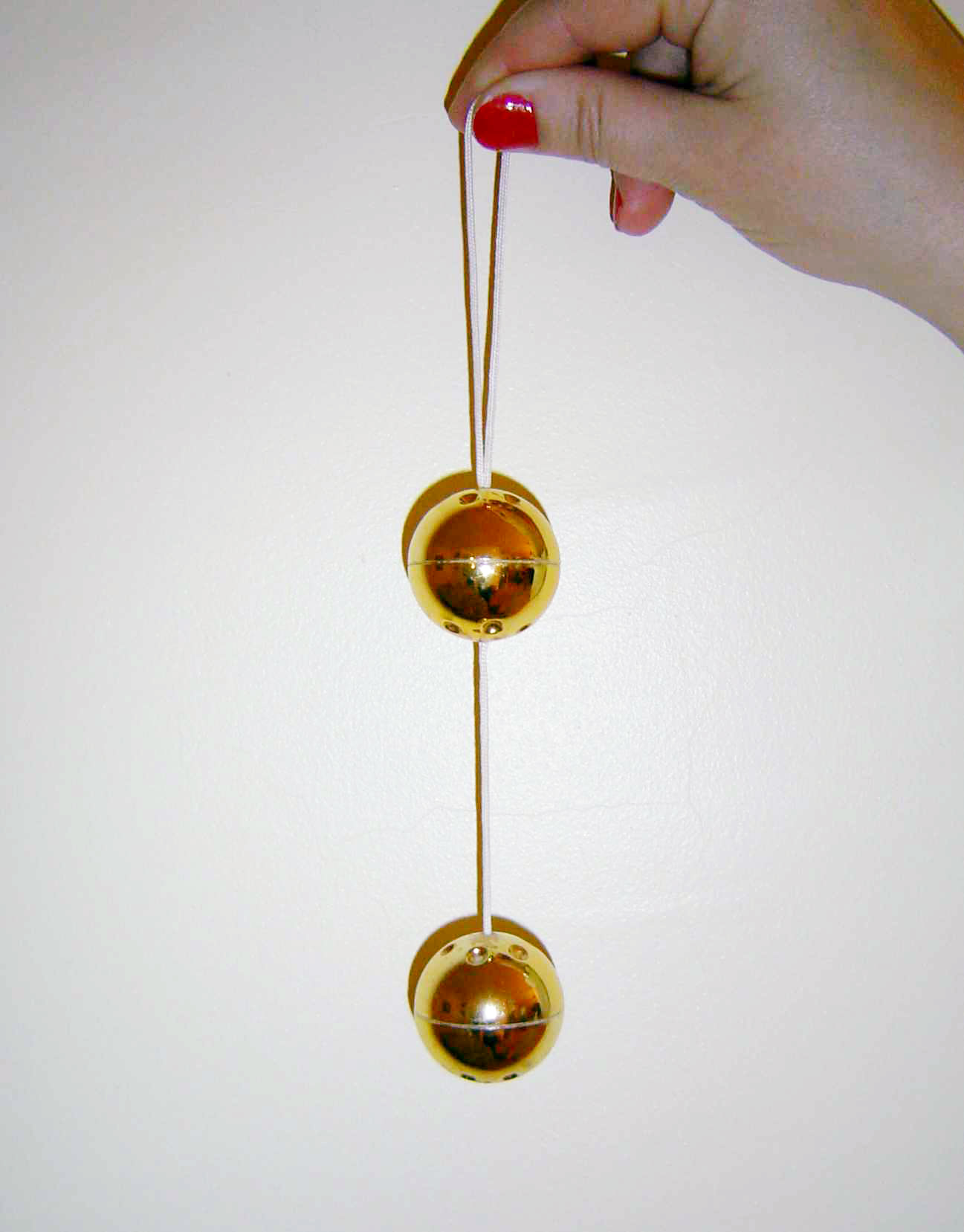
Venušiny kuličky

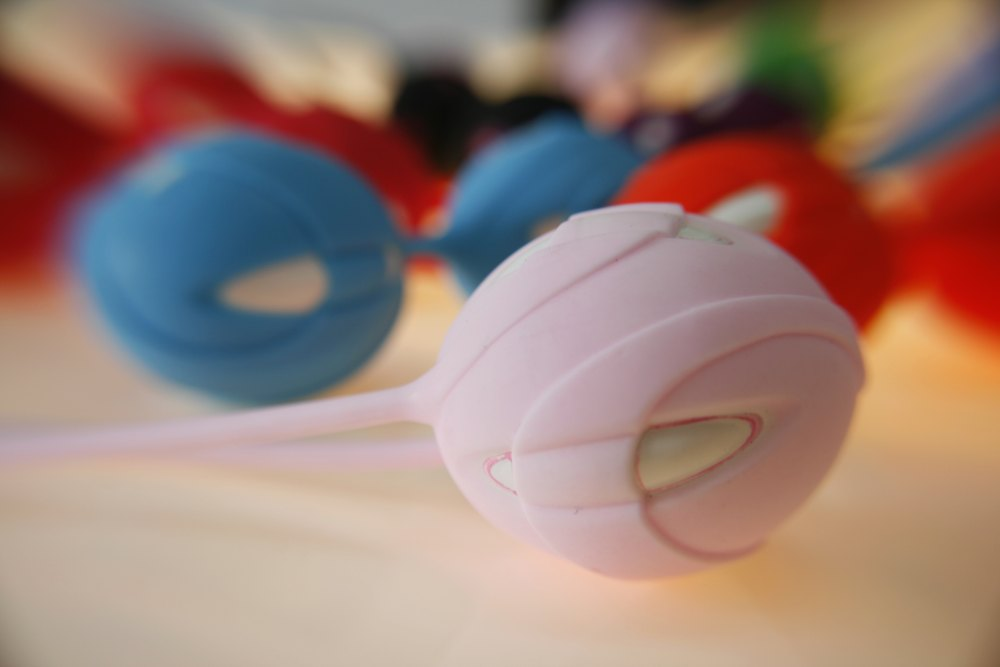
Detail na Venušiny kuličky

Venušiny kuličky je erotická pomůcka určená ženám, která se také označuje jako "vaginální kuličky".
Již podle názvu se jedná o těleso tvaru koule resp. o dvě kuličky velikosti o průměru 2,5–3,5 cm. V každé z nich je dutina a v ní je vložena menší kulička z těžšího materiálu. Při pohybu se malá kulička uvnitř rozhoupe a svou energii pak předává zpět vnějšímu obalu. To vytváří "nové" pohyby uvnitř pochvy a vzniká samovolná stimulace. Čím jsou silnější pohyby těla, tím je silnější i stimulace. Nejlevnější kuličky jsou spojeny kratším tkaným provázkem a pokračují delším provázkem tvořícím očko, toto slouží k zachycení kuliček vložených do pochvy. Jejich vnějším obalem je prostý plast. Dražší modely jsou vyráběny ze silikonu včetně propojovací spojky. Jejich výhodou je vyšší hygiena a nižší hlučnost. Nejdražší typy jsou vyráběny z lékařsky čistých silikonových směsí a je možno je vyvařit. Existují také elektro-vibrační modely, většinou v podobě dvojitého vibračního vajíčka.
Podle materiálu můžeme tedy Venušiny kuličky dělit na :
- plastové
- latexové
- silikonové
- skleněné
- kovové
- a další, těmto podobné materiály.

Materiál by pro daný typ kuliček měl být certifikován odbornou autoritou (v ČR např. Státní zdravotní ústav). Kromě typu materiálu sledujeme při výběru kuliček i sílu vibrace a hlučnost. Síla vibrací je daná zejména typem materiálu a váhou vnitřní kuličky. Vibrace jsou nejsilněji přenášeny plastem. Silikon přenáší vibrace hůře. Proto se do silikonových Venušiných kuliček vkládají zpravidla těžší vnitřní kuličky. Kovové kuličky jsou obvykle plné, bez dutiny a žádné vibrace nemají. Hlučnost je důležitá, zejména pokud chcete nosit kuličky na veřejnosti – do práce, na sport, do společnosti apod. Čím dražší kuličky jsou, tím bývají obvykle i tišší. Je vhodné brát v potaz také složitost údržby. U hladkého povrchu kuliček je snadná. U složitějších povrchů s různými prolisy a drážkováním je údržba složitější a je třeba jí věnovat více času. 
Běžným použitím je opakované vsunování a vysunování do pochvy, dalším kupříkladu zavedení do pochvy s následným vložením penisu a započetím běžného pohlavního styku.
Málo známé jsou ale významné vedlejší účinky této erotické pomůcky, známé již od 50. let 20. století. Jednalo se o tzv. "Rumba koule" – většinou čistě ohlazené kamínky nebo dřevěná tělíska z těžších dřevin. Vložením do pochvy dochází k samovolnému stahování pánevních svalů a procvičování pánevního dna – známému jako Kegelovy cviky. Pro toto cvičení je vhodné volit Venušiny kuličky menších rozměrů a vyšší váhy.
Venušiny kuličky tedy nemusejí být čistě erotickou pomůckou. Mohou přispět ke zmírnění inkontinence, která se někdy objevuje po porodu, kdy bývá oslabeno pánevní dno. Podle některých ohlasů mají Venušiny kuličky příznivý vliv i na orgasmus.
Díky malým kuličkám umístěným uvnitř větších dochází při pohybu k vibracím, které se přenášejí na poševní stěnu a stimulují tak pochvu po celou dobu, kdy jsou zavedené. K posilování pánevního dna dochází tím, jak se žena podvědomě snaží udržet kuličky uvnitř těla. Předchází se tak inkontinenci a díky posílenému poševnímu svalstvu pak žena (nebo i její partner) může mít bohatší sexuální prožitek. Ze zdravotního hlediska je doporučeno používat Venušiny kuličky, které se po použití nemusejí vyvářet, stačí je pouze ošetřit antibakteriálním přípravkem. U takových Venušiných kuliček je provázek vyroben z hygienického silikonu, nebo je tímto silikonem potažen.